# Charles de Vaulchier
Pour les articles homonymes, voir Vaulchier.
Charles de Vaulchier est un homme politique français né le 30 novembre 1812 à Besançon (Doubs) et décédé le 1er octobre 1885 à Besançon.
Ancien élève de l'école Polytechnique, il quitte l'armée en 1846 avec le grade de capitaine. Il est député du Doubs de 1871 à 1876, siégeant avec les légitimistes et inscrit à la réunion des Réservoirs. 

## Sources
- « Charles de Vaulchier », dans Adolphe Robert et Gaston Cougny, Dictionnaire des parlementaires français, Edgar Bourloton, 1889-1891 [détail de l’édition]